# José Alberto Benítez Román
José Alberto Benítez Román (Chiclana de la Frontera, 14 de novembre de 1981) és un ciclista espanyol, professional des del 2005 al 2011.
En el seu palmarès destaquen dues etapes a la Volta a Mèxic de 2008.

## Palmarès
- 2003
  - Vencedor d'una etapa de la Volta a Portugal del futur
- 2004
  - Vencedor d'una etapa de la Volta a la Corunya
  - Vencedor d'una etapa de la Volta a Tenerife
- 2005
  - Vencedor d'una etapa de la Volta a Lleó
- 2008
  - Vencedor de 2 etapes de la Volta a Mèxic
  - Vencedor de la classificació de la muntanya de la Volta a Turquia

### Resultats al Tour de França
- 2010. 145è de la classificació general

### Resultats al Giro d'Itàlia
- 2008. 106è de la classificació general